# Nijmeegse Vierdaagse 2010
De Nijmeegse Vierdaagse 2010 vond plaats van dinsdag 20 juli tot en met vrijdag 23 juli 2010.
In totaal hebben 48.435 mensen zich ingeschreven voor deze 94e editie. Voor de tocht mochten maximaal 45.000 mensen zich inschrijven. Er werd geloot onder alle deelnemers die voor beloning 1 liepen en niet meededen met de ViaVierdaagse of geboren waren in 1998. Op 20 juli zijn er 39.933 lopers gestart. 36.504 wandelaars liepen de Vierdaagse uit.
Het parcours was bijna hetzelfde als voorgaande jaren. Er was een kleine omleiding op de Dag van Elst, omdat een zandweg afgesloten was. De routes voor de militairen werden ingekort, zodat ze niet 10 km te veel liepen. Hierdoor werd de intocht voor de militairen verplicht.

## Controle
De controlekaarten en barcodekaarten werden afgeschaft omdat er vanaf 2010 wordt gewerkt met een polsbandje dat de wandelaars 4 dagen lang om moeten houden. Omdat de polsbandjes op de eerste twee dagen voor veel problemen zorgden, werd op de derde dag de controlekaart weer ingevoerd voor tussentijdse controles en werd het polsbandje alleen nog gebruikt bij de start en voor het afmelden na de finish.

## Weersomstandigheden
In verband met de hitte op dinsdag 20 juli werden de starttijden van deze eerste dag vervroegd, zodat de warmste uren van de dag vermeden konden worden. Ook moesten de wandelaars een uur eerder bij de finish zijn.

## Barometer
| Inschrijvingen                   | 45.000 |
| Aangemeld op zondag en maandag   | 40.620 |
| Vierdaagse gestart               | 39.933 |
| 1e dag uitgevallen               | 1.145  |
| 1e dag uitgelopen                | 38.788 |
| 2e dag niet gestart/ uitgevallen | 1.243  |
| 2e dag uitgelopen                | 37.545 |
| 3e dag niet gestart/ uitgevallen | 843    |
| 3e dag uitgelopen                | 36.702 |
| 4e dag niet gestart/ uitgevallen | 198    |
| Vierdaagse uitgelopen            | 36.504 |

1909 · 1910 · 1911 · 1912 · 1913 · 1914 · 1915 · 1916 · 1917 · 1918 · 1919 · 1920 · 1921 · 1922 · 1923 · 1924 · 1925 · 1926 · 1927 · 1928 · 1929 · 1930 · 1931 · 1932 · 1933 · 1934 · 1935 · 1936 · 1937 · 1938 · 1939 · 1940 · 1941 · 1942 · 1943 · 1944 · 1945 · 1946 · 1947 · 1948 · 1949 · 1950 · 1951 · 1952 · 1953 · 1954 · 1955 · 1956 · 1957 · 1958 · 1959 · 1960 · 1961 · 1962 · 1963 · 1964 · 1965 · 1966 · 1967 · 1968 · 1969 · 1970 · 1971 · 1972 · 1973 · 1974 · 1975 · 1976 · 1977 · 1978 · 1979 · 1980 · 1981 · 1982 · 1983 · 1984 · 1985 · 1986 · 1987 · 1988 · 1989 · 1990 · 1991 · 1992 · 1993 · 1994 · 1995 · 1996 · 1997 · 1998 · 1999 · 2000 · 2001 · 2002 · 2003 · 2004 · 2005 · 2006 · 2007 · 2008 · 2009 · 2010 · 2011 · 2012 · 2013 · 2014 · 2015 · 2016 · 2017 · 2018 · 2019 · 2020 · 2021 · 2022 · 2023 · 2024 · 2025